# Tadla-Azilal
La regió de Tadla-Azilal (en àrab: تادلة أزيلال; en amazic ⵜⴰⴷⵍⴰ ⴰⵥⵉⵍⴰⵍ, Tamnaḍt n Tadla Azilal) era una de les setze regions en què està organitzat el Marroc abans de la reforma administrativa de 2015. La seva capital és Beni Mellal.
La regió està situada al centre del país. Al nord limita amb Chaouia-Ouardigha, al sud amb Souss-Massa-Draâ, a l'est amb Meknès-Tafilalet i a l'oest amb Marràqueix-Tensift-El-Haouz. Té un total d'1.450.519 habitants repartits en 17.125 km².
En 2015 ha estat integrada amb les províncies de Khenifra i de Khouribga en la nova regió de Béni Mellal-Khénifra.

## Subdivisions
La regió es divideix en tres províncies:
- Província de Beni Mellal
- Província d'Asilal
- Província de Fquih Ben Salah.

## Història
Tadla és una regió històrica del Marroc central. El seu nom s'esmenta també com a Dila, que va donar nom a la famosa zawiya d'al-Dila.
Els primers habitants eren els amazics zenetes. Uqba ibn Nafi (mort en 683) fou el primer àrab que hi va arribar quan venia del Sus. Idrís I va conquerir Tadla el 789 i llavors la població no era musulmana (excepte uns quants, la rest eren cristians o jueus). El 818 un grup d'àrabs que fugien de la repressió que va seguir la revolta del Raval de Còrdova es va instal·lar al país. El 836 van venir àrabs de Fes quan es va crear un emirat idríssida per la partició de l'emirat a la mort d'Idris II, amb capital a Day, la principal de la regió aleshores, sota el príncep Yahya ibn IdrÍs (a vegades esmentat com Ahmad ibn Idris); l'emirat va tenir seques monetàries a Wazekkur, Mrirt, Wawahna i Tagarag. La dinastia idríssida fou expulsada pels amazics zenetes Banu Ifran de Salé i Xalla. Els Banu Ifran van conservar la regió fins a la conquesta almoràvit. Day havia quedat malmesa greument i els almoràvits la van restaurar fins al punt que semblava una ciutat de nova fundació; a la rodalia van crear la fortalesa de Tagrart. Els almohades van ocupar la regió un segle més tard i van arrasar Day i Tagrart. Tadla, una vila secundària, va patir considerablement, ja que es va oposar marcadament als almohades.
Els àrabs no van arribar en quantitats considerables al país fins al segle xii quan els almohades hi van enviar als nòmades hilàlides i Banu Sulaym; Ibn Khaldun parla dels Djuixam i els Banu Riyah i de l'arribada de pobles «innumerables». Després de l'assassinat del pretendent almohade Yahya ibn Nàssir al-Mútassim el 1236, els Banu Djabir, una fracció dels Djuixam, van arribar a Tadla i es van instal·lar al peu de les muntanyes al constat dels amazics Snaga establerts a les muntanyes i les planes; de vegades s'estenien per la plana però quan el poder central era fort es replegaven a les muntanyes amb els seus aliats amazics. A l'edat mitjana la ciutat de Tadla donava nom a tota la província; la segona ciutat (abans la principal) era Day, al peu de les muntanyes, i que tenia una mina de coure. La dinastia sadita va introduir a Tadla als àrabs Banu Makil originaris del Iemen. A l'inici del segle xiv Lleó l'Africà va visitar Tadla (que anomena Tidle) i esmenta dues viles construïdes a les muntanyes: Rafza, capital, i Afza, separades per dues llegues (9 km) amb el riu Wadi Darna enmig; al sud-oest hi havia Aït Itab a unes 40 llegues (180 km). Aquestes poblacions van desaparèixer en les lluites entre els wattàsides i els sadites, en les quals Tadla fou un camp de batalla habitual.
Quan el príncep sadita Zaydan va ser nomenat khalifa de Tadla pel seu pare Àhmad al-Mansur (1578–1603) va construir una nova capital, anomenada Kasba Zadaniyya a la riba esquerra del riu Ummm al-Rabi, però després fou destruïda en les lluites civils a la mort del pare el 1603. Mulay Ismail ibn Muhammad al-Samin va construir una altra kasbah a la riba dreta del mateix riu on va establir un miler de cavallers reclutats entre els Abid i el 1700 va nomenar khalifa de Tadla al seu presumpte hereu Ahmad al-Dhahabi amb tres mil soldats al seu càrrec. Aquesta kasbah fou coneguda com a Kasbah Tadla. Va canviar nombroses vegades de mans en les diverses lluites de la dinastia alauita als segles XVIII i xix. El 17 de setembre de 1883 la va visitar Charles de Focauld. S'hi van fundar diverses zaquiyes però sis foren les principals: Ahansal a la riba del Assif Ahansal afluent del Wadi al-Abid (segle xiii); al-Sawmaa (a les ruïnes de Day) encara existent; Dila (demolida el 1668; Bu Djad o al-Xarkawiyya, existent encara; Tamadjdjut a 30 km a l'est de Beni Mellal, destruïda però avui dia reconstruïda; i al-Xaykh, existent.
Al segle xx es van introduir sistemes d'irrigació moderns i la província va prosperar; es va fer un embassament (Kasba-Tadla, 1929) al Umm al-Rabi i van seguir altres (el de Bin al-Widan al Wadi al-Abid, el de Banu Musa al Umm al-Rabi). L'extensió de les terres en regadiu va augmentar després de la independència. En la divisió provincial (13 províncies) pel decret de 19 de desembre de 1955, es va formar la província de Bani Mellal amb les planes i muntanyes de Tadla, però el 1974 es va segregar la província d'Azilal (amb 6 centres urbans), amb la zona de les muntanyes quedant la de Bani-Mellal amb les planes i 10 centres urbans. Les capitals foren Bani-Mellal i Azilal. Modernament s'ha format la regió de Tadla-Azilal.